# Antonín Martin Brousil
Antonín Martin Brousil (15. května 1907 Dolní Ostrovec – 23. června 1986 Praha) byl český filmový a divadelní teoretik, kritik, historik a profesor AMU. Studoval mezi lety 1927–1932 FF UK, již v 30. letech se vyprofiloval jako kritik a teoretik. Po válce pomáhal spoluzakládal AMU, respektive FAMU, kde byl v letech 1949–1970 rektorem. Zastupoval také československou kinematografii na mezinárodních soutěžích, festivalech a kongresech, zastupoval FAMU na Mezinárodním výboru filmových a televizních škol (CILECT).
V 50. letech vystupoval jako přední ideolog socialistického realismu v českém filmu, nicméně jako rektor AMU představoval i zahraniční nesocialistické tvůrce. Vedle sovětského filmu se zaměřoval i na italský, francouzský, španělský a mexický film a také na rozvojové kinematografie.

## Život
A. M. Brousil se narodil roku 1907 v Dolním Ostrovci (dnes je ves součást Ostrovce) u Písku, tam se posléze angažoval v místním ochotnickém životě, kde po sehrání několika rolí také zrežíroval hry Maryša, Jan Výrava a Červen. Na konci 20. let začal studovat v Praze a z praktické tvorby přešel na teoretickou. V letech 1935–1942 pracoval jako redaktor v tehdy významných agrárních časopisech Venkov a Brázda. Ve vyhrocené atmosféře druhé republiky, která se dotkla i kulturního života, našel souznění s oficiálním radikálně českým proudem. V roce 1938 se stal předsedou divadelní sekce v Národní kulturní radě, ve Sdružení filmových novinářů byl v letech 1939–1941 předsedou. Po vzniku protektorátu se stáhnul do ústraní, ale navštěvoval např. Jiráskův Hronov, který se mu podařilo pozvednout.[zdroj?] V letech 1942–1945 byl bez zaměstnání.
Po osvobození se znovu naplno projevila jeho činorodost, jež spolu s veskrze pozitivním přístupem k novému vývoji v kultuře, který udávala komunistická strana, umožnila Brousilovi kariérní vzestup a značný vliv. Stál i u zrodu Vesnického divadla; v jehož správním výboru byl v letech 1945–1956 předsedou. V letech 1945–1946 spoluzakládal Akademii múzických umění (AMU), kde se stal spolu s fotografem Karlem Plickou a Jaroslavem Boučkem jedním z prvních profesorů. Na FAMU vedl katedru scenáristiky a dramaturgie a od roku 1949 po Jiřím Frejkovi vedl jako rektor celou AMU, a to až do roku 1970. 
29. července 1948 se dostal do čela obnoveného „Klubu filmových novinářů“. Stalo se tak u příležitosti III. ročníku Mezinárodního filmového festivalu v Mariánských Lázních. Po roce 1949 se tento festival začal konal v Karlových Varech. Na Mezinárodním filmovém festivalu Karlovy Vary často předsedal hlavní i mezinárodní porotě, rovněž organizoval odborné programy, jakou byla např. „Volná tribuna“ o problémech tehdejší kinematografie. V letech 1960–1966 pořádal Sympozia mladých kinematografií Afriky, Asie a Latinské Ameriky.
Zemřel náhle v roce 1986, nedlouho před konáním jubilejního 25. ročníku MFF Karlovy Vary, na který se ještě připravoval.

### Politický postoj
V únoru 1948 podepsal prokomunistickou výzvu Kupředu, zpátky ni krok!, jež byla vydána dne 25. února 1948 pro podporu komunistického převratu. V témže měsíci byl pověřen Akčním výborem Národní fronty k vypracování návrhu pro provedení čistek v Československé filmové společnosti. Od 3. 3. 1948 byl členem kulturní komise pro film v Úsředním akčního výboru NF,  podílel se tedy na perzekuci komunistickému režimu nepohodlných osob. V  březnu 1948 se zároveň stal členem pléna přípravného výboru Sjezdu národní kultury, který se realizoval v dubnu 1948 v Lucerně, i další jeho četná členství se týkala KSČ. Je víc než pravděpodobné, že byl signatářem Anticharty. Komunistickým režimem byl oceňován.
Byl tajným spolupracovníkem StB s krycími jmény Kant a Antonín, registrační číslo 5048.

## Ocenění
V roce 1948 obdržel Státní cenu Klementa Gottwalda. Dále byl dvojnásobným držitelem Řádu práce (1958, 1977) a v roce 1982 byl vyznamenán Řádem republiky. Na 11. ročníku Moskevského mezinárodního filmového festivalu roku 1979 při oslavách 60 let sovětské kinematografie (Leninova dekretu o filmu) bylo uděleno dvanáct zvláštních ocenění světovým osobnostem filmu a Brousil byl mezi nimi. Dostalo se mu veskrze čestného označení „diplomat československého filmu“ díky své popularizační činnosti pro film, kvůli které cestoval do mnoha zemí. Od roku 1977 byl čestným předsedou Mezinárodního výboru pro šíření umění a písemnictví filmem (CIDALC), který sídlil v Paříži.

## Dílo
- Česká hudba v českém filmu, 1940
- Film a národnost, 1940
- Listy ochotníkům, 1942
- Problematika námětu ve filmu, 1942
- Literatura a film, 1947
- O kosmopolotismu a nacionalismu v čs. filmu, 1952